# Kowary
Kowary (Duits: Schmiedeberg im Riesengebirge) is een stad in het Poolse provincie Neder-Silezië, gelegen in de powiat Jeleniogórski. De oppervlakte bedraagt 37,39 km², het inwonertal 11.965 (2005). Kowary is gelegen aan de voet van het Reuzengebergte.
Kowary was tot 1945 een Duitse plaats en had de naam Schmiedeberg. De oudste schriftelijke vermelding van Schmiedeberg stamt uit het jaar 1355. In 1148 was in de omgeving ijzererts gevonden, dat vanaf 1158 gewonnen werd. In de 16e eeuw groeide Schmiedeberg uit tot een van de belangrijkste centra van de ijzerwarenindustrie in Neder-Silezië. In de 17e eeuw ontwikkelde zich de textielindustrie in de plaats. Na de oorlog werd in Kowary tot 1972 uraniumerts gewonnen.

## Verkeer en vervoer
- Station Kowary